# Titulcia
Titulcia es un municipio y localidad española de la Comunidad de Madrid.

## Geografía

### Ubicación
Titulcia se encuentra a 39 kilómetros de Madrid y se sitúa cerca de la confluencia de los ríos Jarama y Tajuña.

### Relieve, hidrografía y clima

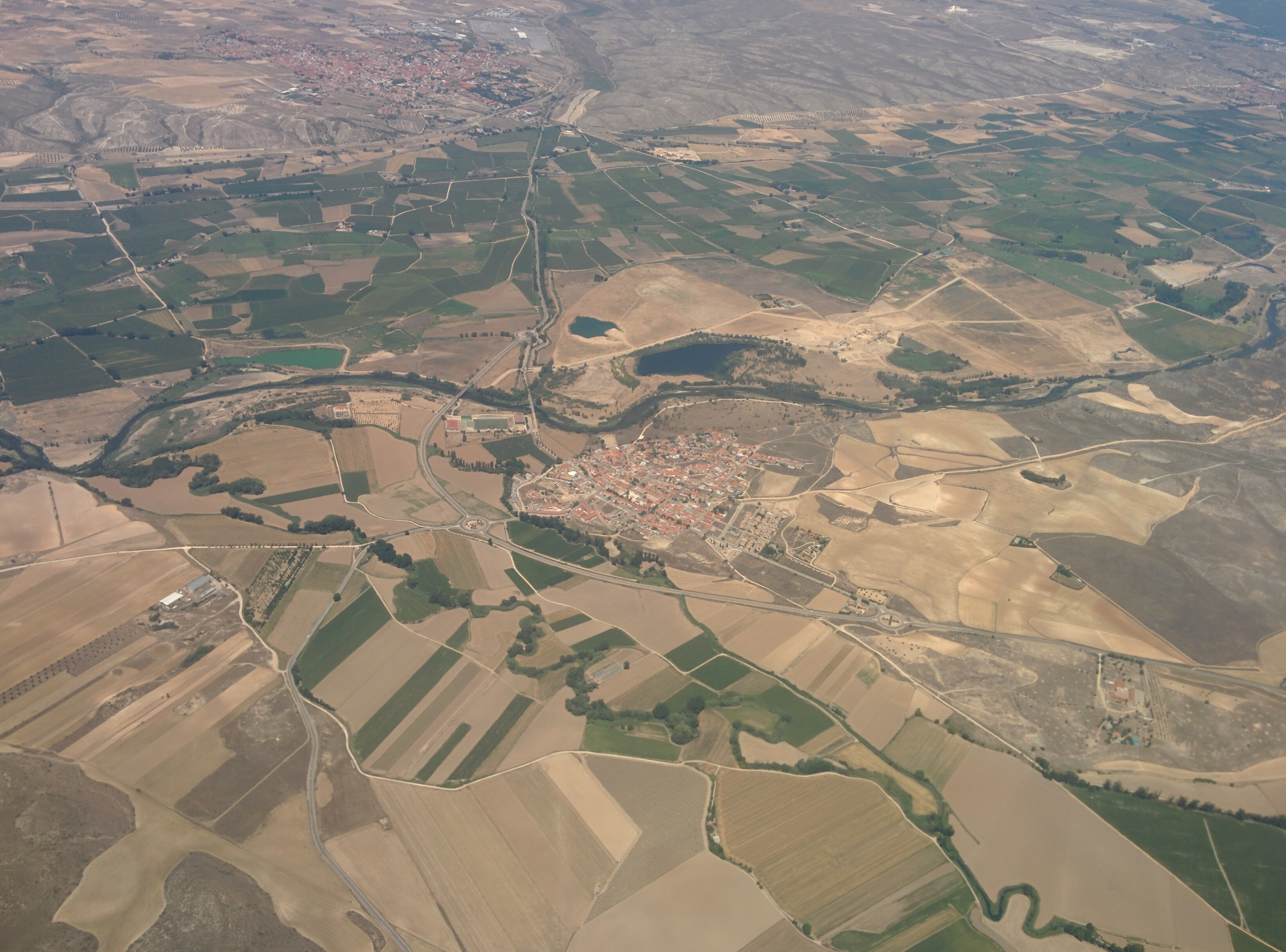
Vista aérea

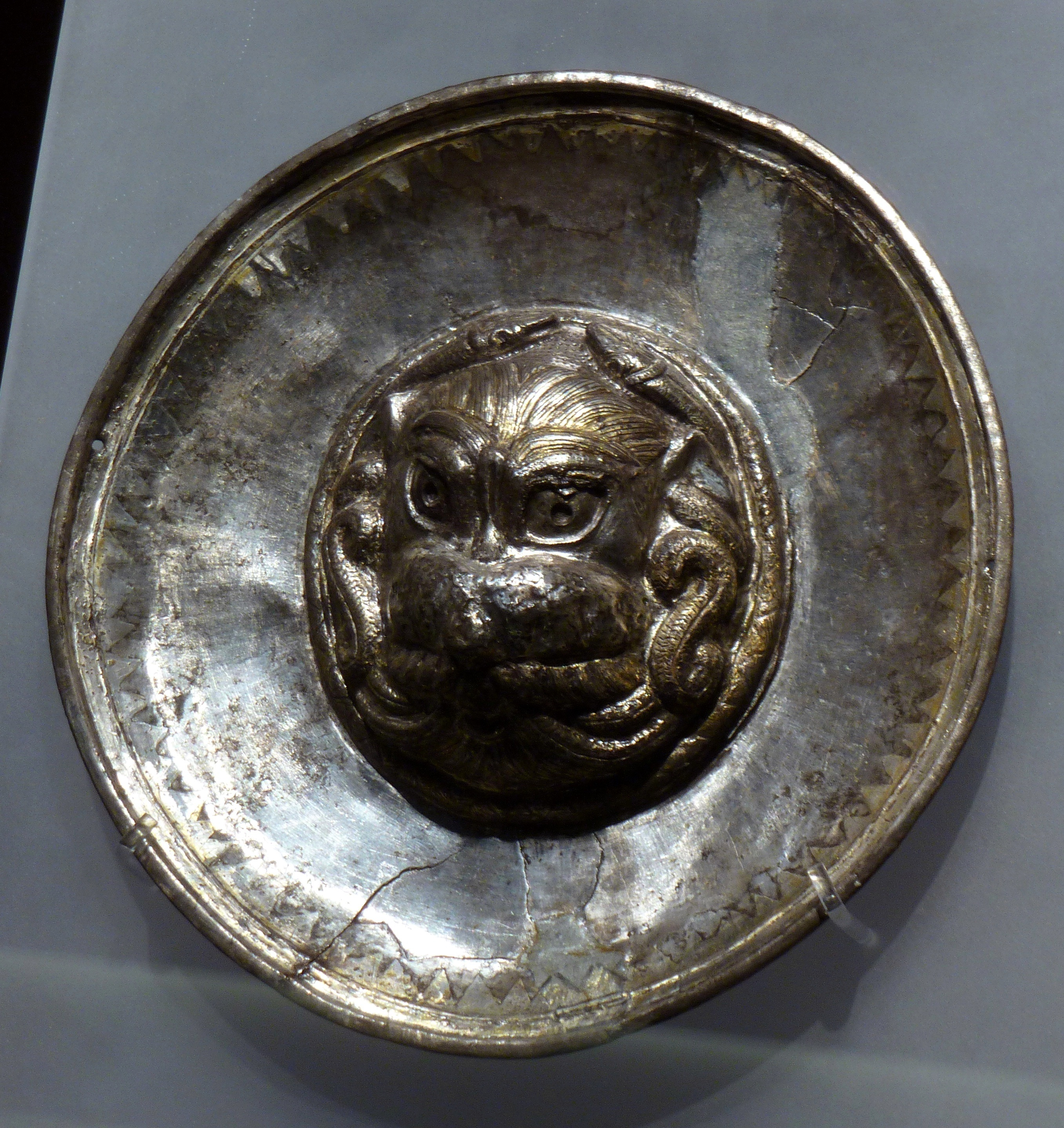
La Pátera de Titulcia, Museo Arqueológico Regional de la Comunidad de Madrid

El núcleo de Titulcia está asentado sobre material yesífero y margas yesíferas, ya que se encuentra a media ladera, pero la parte baja del pueblo se encuentra en las terrazas fluviales de antiguos ríos del terciario. El pueblo limita con la vega de depósitos cuaternarios, tan solo le separa al pueblo de la vega una canal de riego llamado cacera de la vega.
En la comarca de estudio donde se encuadra Titulcia aparece una amplia superficie de páramo que está comprendida entre los ríos Jarama y Tajuña, pero en estos páramos hay que diferenciar dos sectores: al norte del Tajuña donde los páramos adquieren altura y que se llama la alcarria de Madrid, y al sur del río Tajuña que es donde los páramos van descendiendo suavemente desde los 880 metros que hay en Santorcaz hasta los 600 metros dentro del término de Titulcia, ya que Titulcia está en el borde norte del río Tajuña donde los páramos han descendido progresivamente, encontrándose el núcleo de Titulcia en una pendiente suave va a permitir un aprovechamiento agrícola.
En cambio a ambos lados del Páramo se puede ver como las cuestas que descienden del páramo a las terrazas fluviales, presentan una pendiente fuerte que impide el cultivo, eso se puede observar en los cortados yesíferos que encontramos en Titulcia.
La erosión no va a tener grandes niveles en Titulcia; esto es debido a las pendientes suaves que tiene Titulcia y a ese monte bajo del que hemos hablado que aporta una fitoestabilidad a la pendiente, también se debe a que los suelos son permeables sobre todo los de la terraza fluvial, y esto hace que no haya una torrencialidad de las aguas sino que el subsuelo absorba gran parte de las precipitaciones. Pero lo que más influye en que haya una baja erosión son las bajas precipitaciones de la zona.
En cuanto a la edafología de Titulcia se pueden distinguir varios tipos de suelos: por una parte los suelos aluviales que son suelos jóvenes que están poco evolucionados, que presentan acumulaciones de materia orgánica en su parte superior y son suelos transformados por el hombre para la agricultura extensiva. Luego están los suelos pardos sobre depósitos pedregosos, se trata de gravas más o menos rodadas que se mezclan con un suelo arenoso, estos suelos los vamos a encontrar en los bordes del río Jarama. Por último se encuentran los suelos pardos calizos que tienen gran presencia de carbonato cálcico libre faltándole el horizonte de humus al suelo, lo que hace que sean suelos pobres y presentan un color rojizo, en estos suelos hay un lavado y acumulación de caliza hacia el interior en los horizontes inferiores, estos suelo se caracterizan por ser terrosos, estos suelos tienen una evolución hacia un suelo rojo mediterráneo. En el caso de Titulcia estos suelos se van a presentar asociados a suelos esqueléticos de yesos, que se encuentran en la zona del páramo que esta por encima del núcleo de población, a mayor altitud.
En cuanto a los ríos que rodean a Titulcia, hay que destacar que el río Tajuña va a labrar una importante vega a ambos lados del río por lo que la aptitud agrícola se concentra en una parte del término municipal y aparece distante de los páramos donde se encuentra el pueblo de Titulcia. El término de Titulcia va a abarcar gran parte de las vegas trazadas por el Tajuña a ambos lados del río, y solo va a aparecer limitado por los páramos que limitan las vega del Tajuña, siendo la vega del Tajuña la principal para Titulcia.
Sin embargo la vega del río Jarama apenas es aprovechada por Titulcia, esto se debe a que el límite del término municipal va bordeando el río Jarama que en este caso va adosado a los fuertes escarpes del Páramo que son fuertes barrancos como el barranco de las Cañas, del Picote y de los Tejones. Esto va a hacer que apenas haya un aprovechamiento agrícola de la vega del Jarama por parte de Titulcia, ya que la vega que labra el río Jarama queda en su margen derecha, es decir al otro lado del límite de Titulcia.
Solo se aprovecha el Jarama por Titulcia cuando se une al Tajuña, donde se unen las vegas del Tajuña y del Jarama. Por último, Titulcia termina aprovechando la pequeña vega que forma el río Jarama a su derecha, abandonando ya el término municipal de Titulcia.
En cuanto al clima de Titulcia, se trata de un clima mediterráneo continental. Su ubicación en el interior de la península condiciona su característica de continentalidad, al darse fuertes contrastes de temperaturas entre verano e invierno.

## Historia
Con el nombre de Bayona de Tajuña, Titulcia, fue fundada o repoblada en el siglo XII durante la Reconquista por la ciudad de Segovia y poblado por segovianos, perteneció al Comunidad de ciudad y tierra de Segovia hasta 1480 cuando Isabel la Católica donó ilegalmente parte del sexmo de Casarrubios y la entera parte de Sexmo de Valdemoro (perteneciendo esta al segundo) al matrimonio Cabrera-Bobadilla pasando sus habitantes de ser vecinos libres a sus pecheros y perdiendo sus bienes comunes. Esta decisión según la reina primero temporal y luego definitiva fue fuertemente contestada por el Concejo de la ciudad de Segovia y por los municipios desmembrados que se atrevieron a intentar rebatir su decisión y llevarla a los tribunales peticiones que siempre eran desestimadas por la propia reina y no llegaron a ningún juez.
Durante la Guerra de las Comunidades este lugar como otros desmembrados de Segovia se levantaron contra Carlos V y durante un breve lapsus de tiempo se autorestituyeron dentro de la Comunidad de Ciudad y Tierra de Segovia hasta el aplastamiento de la revolución.[cita requerida]
El nombre actual del pueblo es moderno; se remonta a un decreto de Fernando VII de 1814 que dio crédito a la creencia general de que aquí se situaba la Titulcia citada en los itinerarios romanos, que aparece relacionada en el Itinerario Antonino A-25. Su nombre tradicional fue Bayona de Tajuña, pero Fernando VII le cambió el nombre para que no le recordara su cautiverio francés en Bayona.

## Demografía
Cuenta con una población de 1387 habitantes (INE 2024).
| Gráfica de evolución demográfica de Titulcia entre 1842 y 2021 |
| |
| Población de derecho según los censos de población del INE Población de hecho según los censos de población del INEEn este censo se denominaba Titulcia o Bayona de Tajuña: 1842 En este censo se denominaba Titulcia o Bayona: 1877 |

## Transporte público
Titulcia sólo tiene dos líneas de autobús y una de ellas enlaza con Madrid, concretamente, con la estación de Villaverde Bajo-Cruce. Las dos líneas son:
| Línea | Recorrido                                                                   |
| ----- | --------------------------------------------------------------------------- |
| 415   | Madrid (Villaverde Bajo-Cruce) - Villaconejos                               |
| 416   | Valdemoro (Hospital) - San Martín de la Vega - Titulcia - Colmenar de Oreja |

## Educación
En Titulcia hay una guardería (pública) y un colegio público de educación infantil y primaria.

## Patrimonio
- Iglesia de Santa María Magdalena del siglo XVI y restaurada por Regiones Devastadas. Retablo mayor con la pintura "Tránsito de la Magdalena" del Jorge Manuel Theotocópuli.[6]
- Cueva de la Luna: según la historia (archivos de Toledo), mandada construir por el Cardenal Cisneros. Alguna de las teorías la relaciona con los caballeros Templarios y se habla también de fenómenos paranormales que se suceden dentro de la cueva.
- Parque Regional del Sureste. Parte de este parque se encuentra dentro del término municipal de Titulcia.
- Yacimiento arqueológico del Oppidum de Titulcia. En octubre de 2009 se encontró un plato de hace 25 siglos denominado la Pátera de Titulcia  o, popularmente, Medusa de Titulcia.[7]